# Ключи Маринуса
Ключи Маринуса (англ. The Keys of Marinus) — пятая серия британского научно-фантастического телесериала «Доктор Кто», состоящая из шести эпизодов, которые были показаны в период с 11 апреля по 16 мая 1964 года.
Серия является необычной тем, что каждый её эпизод представляет собой отдельное мини-путешествие в разных окружениях и с разными персонажами.

## Синопсис
Чтобы избежать катастрофы, путешественники во времени должны собрать все ключи от машины, которая может контролировать разум.

## Сюжет

### Эпизод 1. Море смерти
Доктор и его спутники материализуются на острове, полностью состоящем из стекла, окружённого кислотным морем. Они решают осмотреться и разделяются. Ботинки Сьюзен падают в кислоту и растворяются. Она возвращается к ТАРДИС за новыми ботинками и видит около корабля странное существо в резиновом костюме. В это время Ян и Барбара находят на берегу кислотного моря лодки странной формы, а в одной из них резиновый костюм. Поменяв обувь, Сьюзен выходит из ТАРДИС и видит около неё загадочные следы. Она следует по ним и приходит в башню. Когда она осматривается, существо в костюме ждёт её за углом, чтобы нанести удар. Но неожиданно стена, около которой стоит девушка, поворачивается, и Сьюзен оказывается по ту сторону стены. Товарищи обнаруживают, что Сьюзен нигде нет, и решают, что она пошла в башню. В башне им приходится разделиться. Идя по коридорам башни, Ян видит драку человека, одетого в длинную рясу, и существа в резиновом костюме. Он прогоняет существо. Человек в рясе представляется как Арбитан. Он говорит, что эти существа в костюмах называются вурдами, а он является хранителем Совести Маринуса, огромного компьютера, который был разработан для поддержания закона и правопорядка на всей планете. Путники наконец воссоединяются в комнате управления Совестью Маринуса, и Арбитан начинает свой рассказ. В течение семи веков компьютер властвовал на планете и предотвращал все преступления на ней. Но вурды сумели противостоять машине и вывели её из строя. Арбитан спрятал пять ключей, которые регулируют Совесть Маринуса. Один ключ был у него, а остальные были разбросаны по планете Маринус. Арбитан надеялся, что Доктор и его спутники помогут ему и найдут ключи. Доктор отказывается и возвращается к ТАРДИС. Но там он видит, что его корабль окружён силовым полем, в которое Доктор не может войти. Тогда Арбитан говорит ему, что это его рук дело и он вернёт ТАРДИС только тогда, когда путешественники найдут ключи. Арбитан даёт путникам браслеты для телепортации. Барбара телепортируется первой, её друзья за ней. Но, оказавшись на месте, они не обнаруживают девушку и находят лишь её браслет, испачканный кровью.

### Эпизод 2. Бархатная сеть
В одной из комнат Доктор, Ян и Сьюзен находят Барбару лежащей на шезлонге. Вокруг неё ходят люди и обращаются с ней как с королевой. Один из жителей, Альтос, говорит, что путешественники находятся в городе Морфотон и здесь со всеми странниками обращаются как с королями. Поначалу Доктор и Ян относятся к этому скептически, но потом решают просто наслаждаться гостеприимством местных жителей. Ночью рабыня Сабетта приходит в комнату к путешественникам и кладёт им на голову небольшой диск. Когда она уходит, диск падает с головы Барбары и гипнотический импульс не влияет на неё. Когда она просыпается, то видит истину: город — грязное и нищее место, а не прекрасное, как сначала показалось ей и её друзьям. Она рассказывает Доктору, Яну и Сьюзен об этом, но они не верят ей. Альтос замечает, что что-то не так, и хватает Барбару, но ей удаётся вырваться. В подземельях Барбара встречает Сабетту, у которой на шее висит ключ от Совести Маринуса. Барбара догадывается, что девушка — пропавшая дочь Арбитона. В это время Альтос приходит в комнату, в которой находятся морфотоны, «мозгообразные» существа, управляющие городом. Он докладывает им о Барбаре. Сабетта рассказывает о морфотонах Барбаре, и путешественница покидает её. Бродя по коридорам, Барбара натыкается на Яна. Он хватает её, и девушка понимает, что он тоже находится под властью «мозгов». Ян приводит Барбару к морфотонам, и они говорят, чтобы он убил её. Мужчина начинает душить девушку, но она вырывается и разбивает комнату управления и жизнеобеспечения морфотонов. Они умирают, и все люди в городе освобождаются от их власти. Альтос вспоминает, что он тоже был отправлен Арбитоном на поиски ключей, и он с Сабеттой решают присоединиться к Доктору, Яну, Барбаре и Сьюзен. Доктор решает отправиться на два скачка вперёд в город Миллениус, а остальные путешественники отправляются за вторым ключом. Сьюзен телепортируется и слышит ужасный вопль.

### Эпизод 3. Кричащие джунгли
Крик прекращается, и Сьюзен видит Яна и Барбару, которые утверждают, что ничего не слышали. Они обнаруживают древний храм, заросший обильной растительностью, и Альтос, Ян и Сабетта решают найти другой вход. Когда троица уходит, Барбара пробивается через растительность и входит на территорию храма. Сьюзен остаётся вне его и очень пугается, решая, что растения здесь живые. Барбара находит статую, стоящую у стены храма. В руке у неё девушка замечает ключ от Совести Маринуса. Она берёт его, но статуя неожиданно переворачивается вместе с Барбарой, девушка зовёт на помощь Яна и оказывается по ту сторону стены. Когда Ян, Сабетта и Альтос прибегают на место, они обнаруживают там ключ Совести Маринуса, оставленный Барбарой, но Сабетта утверждает, что это подделка. Ян решает последовать за подругой, а остальные телепортируются дальше. Мужчина повторяет действия Барбары и также вместе со статуей оказывается по ту сторону стены. Там он находит Барбару, они пытаются открыть дверь, ведущую в храм. Девушка вспоминает, что видела железные прутья у беседки, которыми можно было бы открыть дверь. Ян направляется за ними, а Барбара ждёт его у двери. В это время дверь открывается, и девушка заходит в храм, где на неё падает большая сеть. Ян слышит её крик, быстро хватает прут, но тут на него падает клетка. К Барбаре подходит старый человек и представляется ей Дариусом. Он не верит девушке, что она послана Арбитоном, и оставляет её в сети. Выбравшись из тюрьмы, Ян бежит к храму и освобождает Барбару. Они заходят в комнату и видят растение, душащее Дариуса. Они освобождают его, но он в агонии. Он рассказывает, что тоже является другом Арбитона, и перед смертью называет Яну и Барбаре странный код DE-3-О-2 и указывает на дверь. Ян и Барбара заходят туда и видят огромную лабораторию. Там они находят исследования Дариуса флоры и её мутации. Наступает ночь, и растения начинают проникать внутрь лаборатории, круша оборудование. Тогда Ян понимает, что код является химическими символами. Он извлекает ключ из банки с кодом, и Ян с Барбарой телепортируются дальше.

### Эпизод 4. Снега ужаса
Ян и Барбара оказываются в холодной снежной пустыне. От холода они теряют сознание, а просыпаются у охотника по имени Вайзор. Он говорит, что видел Сабетту и Сьюзен в пещере. Ян берёт у него меха, взамен отдав свой телепорт, и отправляется на поиски девушек. Убирая посуду, Барбара находит в столе у охотника телепорты Сьюзен и Сабетты, а также два ключа Маринуса. Вайзор видит это и сердится, говорит, что оставил девушек умирать и Яну тоже не выжить. В это время мужчина находит связанного Альтоса. Тот утверждает, что это Вайзор связал его. Мужчины возвращаются к хижине и силой заставляют охотника сопроводить их к пещере, где он видел Сьюзен и Сабетту. В это время девушки решают обследовать пещеру. Они идут вглубь горы, где видят качающийся мост. Они идут по нему и видят ледяных солдат. Девушки бегут от них, решив, что они живые, и натыкаются на Яна, Барбару и Альтоса. Они также перебираются через мост, но Вайзор развязывает его и спутники оказываются в тупике. Яну и Альтосу удаётся соорудить мост из деревьев, но тут они находят ключ Совести Маринуса, спрятанный в глыбе льда. Мужчины поворачивают рычаги и растапливают лёд. Но тут ледяные солдаты оживают и гонятся за ними. Путешественники перебираются по брёвнам и активируют свои телепорты. Ян оказывается в каком-то помещении и видит на полу лежащего человека. На витрине, стоящей около него, Ян видит ключ от Совести Маринуса, но неожиданно кто-то подкрадывается сзади и ударяет мужчину по голове.

### Эпизод 5. Смертельный приговор
Яна обвиняют в убийстве Эприна, друга Альтоса, а также в краже ключа Маринуса. Приговор будет смертельным, если Ян будет признан виновным судом Милениуса. Доктор решает выступить его защитником, и ему даётся два дня на сбор доказательств невиновности мужчины. Путешественники решают, что к убийству причастен охранник Айдон. Барбара и Сьюзен идут к нему домой, чтобы собрать доказательства, но тут приходит охранник и прогоняет девушек. В ходе судебного разбирательства Доктору удаётся хитростью выманить из Айдона признание в виновности, но охранник утверждает, что есть ещё человек, причастный к этому. Однако Айдон не успевает ничего сказать, как вдруг кто-то убивает его.

### Эпизод 6. Ключи Маринуса
Сьюзен берут в заложники, и Барбара с Сабеттой отправляются к жене Айдона Кале, чтобы узнать, знает ли она что-либо о том, кто убил её мужа. Кала упоминает о последнем телефонном разговоре Сьюзен с Барбарой и говорит, что ничем не может помочь. Девушки понимают, что она никак не могла узнать о телефонном разговоре, и начинают подозревать Калу. Девушки врываются в её дом, когда она хочет убить Сьюзен, и раскрывают её преступление. Яна признают невиновным, и путешественники возвращаются к Маринусу. Там они обнаруживают, что Арбитон убит и власть на Маринусом захватили вурды. Они берут в плен Альтоса и Сабетту и забирают у них четыре ключа. Ян и Сьюзен встречают вурда, одетого в одежду Арбитона и выдающего себя за него. Вурд просит отдать ему ключ. Ян так и делает, и они с Сьюзен уходят. Вурд размещает в машине все пять ключей. При разговоре с остальными спутниками выясняется, что Ян дал поддельному Арбитону поддельный ключ. От этого машина начинает дымиться и вскоре взрывается. Путешественники успевают покинуть башню до взрыва. Затем они прощаются с Альтосом и Сабеттой и возвращаются в ТАРДИС.

## Трансляции и отзывы
| Эпизод                 | Дата показа    | Продолжительность | Телезрители (в миллионах) | Archive  |
| ---------------------- | -------------- | ----------------- | ------------------------- | -------- |
| «Море смерти»          | 11 апреля 1964 | 23:20             | 9,9                       | 16mm t/r |
| «Бархатная сеть»       | 18 апреля 1964 | 25:37             | 9,4                       | 16mm t/r |
| «Кричащие джунгли»     | 25 апреля 1964 | 23:45             | 9,9                       | 16mm t/r |
| «Снега ужаса»          | 2 мая 1964     | 24:54             | 10,4                      | 16mm t/r |
| «Смертельный приговор» | 9 мая 1964     | 25:03             | 7,9                       | 16mm t/r |
| «Ключи Маринуса»       | 16 мая 1964    | 25:11             | 6,9                       | 16mm t/r |
| [ 1 ] [ 2 ] [ 3 ]      |                |                   |                           |          |

## Интересные факты
Вурды были одной из неудавшихся попыток создания постоянных врагов Доктора, таких как далеки.